# Provence (couraçado)
O Provence foi um couraçado operado pela Marinha Nacional Francesa e a segunda embarcação da Classe Bretagne, depois do Bretagne e seguido pelo Lorraine. Sua construção começou em abril de 1912 no Arsenal de Lorient e foi lançado ao mar em abril do ano seguinte, sendo comissionado na frota francesa em março de 1916. Era armado com uma bateria principal composta por dez canhões de 340 milímetros montados em cinco torres de artilharia duplas, tinha um deslocamento de 26 mil toneladas e conseguia alcançar uma velocidade máxima de vinte nós.
O navio entrou em serviço no meio da Primeira Guerra Mundial e passou todo o seu tempo no conflito dando cobertura para Barragem de Otranto a fim de conter a Marinha Austro-Húngara, porém nunca entrou em ação. Foi modernizado no período entreguerras, quando recebeu novos dispositivos de controle de disparo, teve suas caldeiras substituídas e armamento antiaéreo fortalecido, entre outras alterações. Passou a maior parte das décadas de 1920 e 1930 realizando treinamentos e depois em patrulhas de não-intervenção na Guerra Civil Espanhola entre 1936 e 1937.
Com o início da Segunda Guerra Mundial em setembro de 1939, o Provence foi brevemente usado para caçar navios alemães atacando comboios Aliados no Atlântico. A França foi derrotada em junho de 1940 quando o navio estava atracado em Mers-el-Kébir, onde foi atacado pelos britânicos em julho para que não fosse tomado pelos alemães. Foi seriamente danificado e voltou para Toulon, onde foi deliberadamente afundado para que não fosse tomado. Seus destroços foram usados como bloqueio pelos alemães em 1944 e depois desmontados em 1949.

## Características

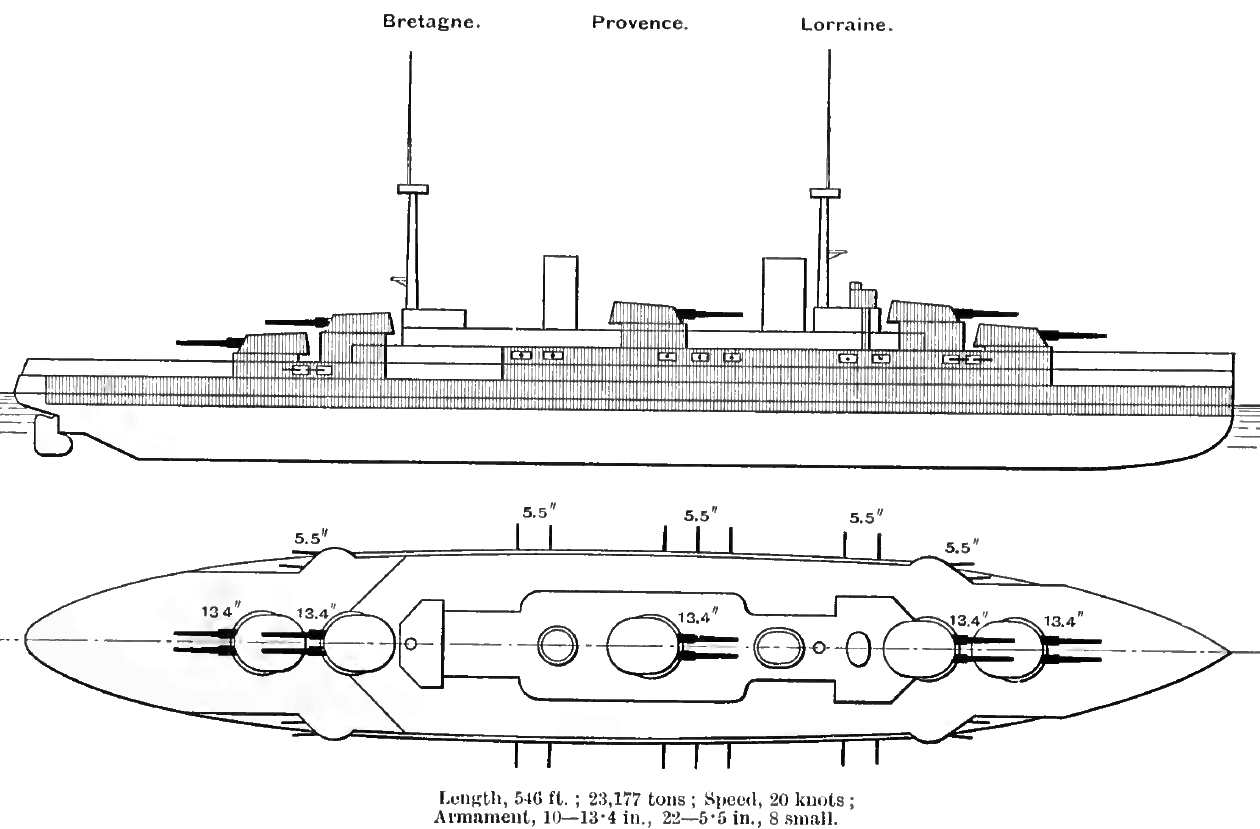
Desenho da classe Bretagne

A classe Bretagne foi projetada como uma versão melhorada da predecessora classe Courbet, com um armamento mais poderoso, mas o tamanho limitado das diques secos franceses forçou as torres a ficarem mais próximas das extremidades dos navios, afetando negativamente sua navegabilidade. Os navios tinham 166 metros comprimento de fora a fora,  tinha uma boca de 27 metros e um calado médio de 9,1 metros. Tinham um deslocamento normal de 23 936 toneladas e um deslocamento carregado 26 600. Sua tripulação era normalmente composta por 34 oficiais e 1 159 homens, mas aumentava para 42 oficiais e 1 208 tripulantes quando servia como capitânia. O navio era movido por dois conjuntos de turbinas a vapor Parsons fabricados sob licença, cada uma girando uma hélice. O vapor vinha de dezoito caldeiras Guyot-Du Temple. As turbinas tinham uma potência indicada de 28 mil cavalos-vapor e foram projetadas para uma velocidade máxima de 21 nós (38,9 quilômetros por hora), mas nenhum dos navios excedeu 20,6 nós (38,2 km/h) durante seus testes no mar. Eles carregavam carvão e óleo combustível suficientes para lhes dar um alcance de 4 700 milhas náuticas (8 700 quilômetros) a uma velocidade de 10 nós (18,5 quilômetros por hora).
A bateria principal consistia em dez canhões Modelo 1912 de 340 milímetros montados em cinco torres de artilharia duplas, numeradas de um a cinco da frente para trás. Duas ficavam sobrepostas na proa, uma à meia-nau as duas últimas sobrepostas na popa. O armamento secundário consistia em vinte e dois canhões Modelo 1910 de 138 milímetros em casamatas ao longo do casco. Também carregava dois canhões Modelo 1902 de 47 milímetros montados na superestrutura de vante. Cinco armas mais antigas de 47 milímetros foram colocadas no teto de cada torre de artilharia para treinamento subcalibre antes de entrarem em serviço. Também estava armado com quatro tubos de torpedo submersos de 450 milímetros e podiam armazenar de vinte a 28 minas abaixo do convés. O cinturão à linha d'água variava em espessura de 140 a 250 milímetros e era mais espesso à meia-nau. As torres de artilharia eram protegidas por trezentos milímetros de blindagem, e placas de 160 milímetros protegiam as casamatas. O convés blindado curvo tinha quarenta milímetros de espessura na parte plana e setenta milímetros nas extremidades. A torre de comando tinha laterais e frente de 266 milímetros.

## Serviço

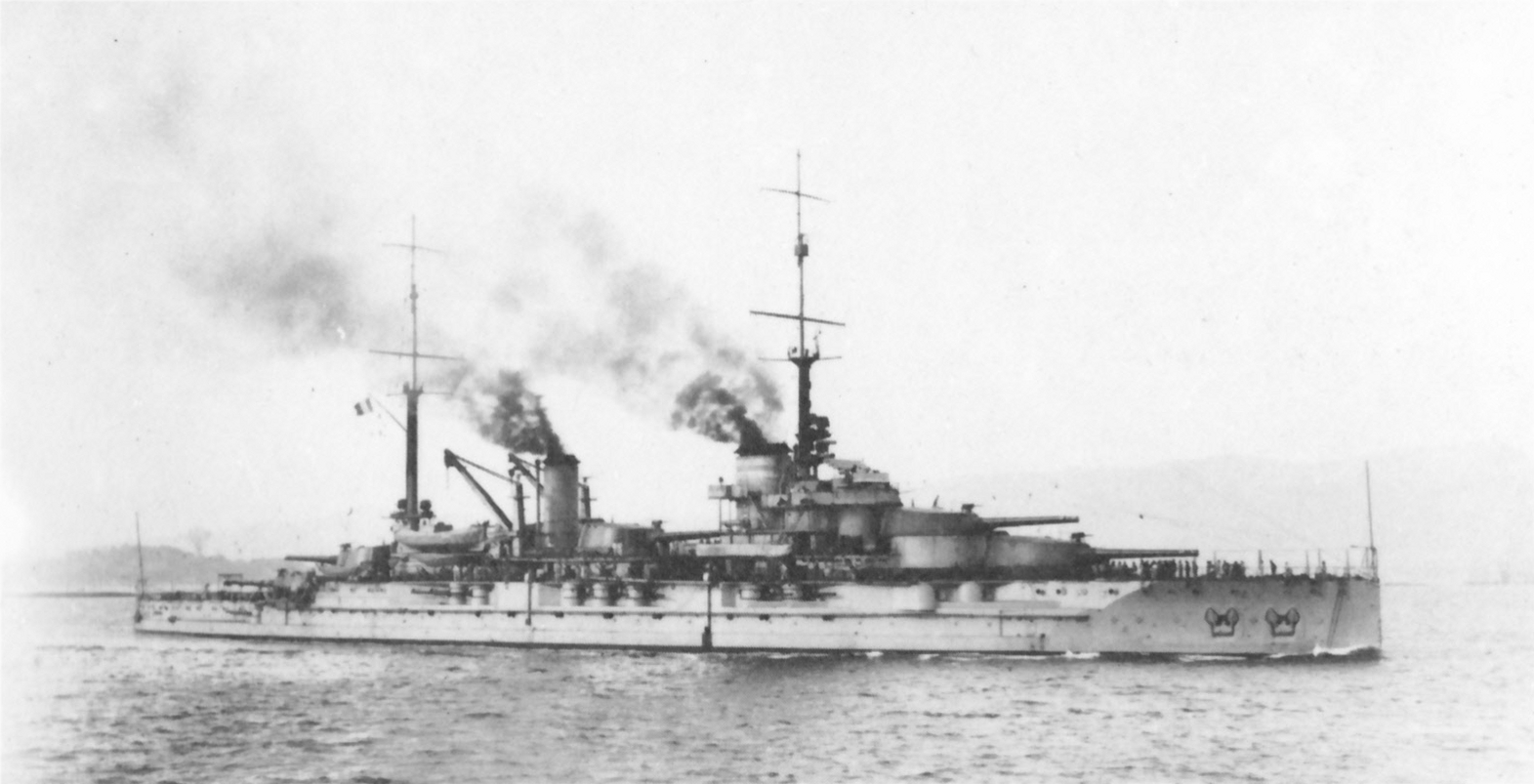
O Provence c. 1916

O batimento de quilha do Provence ocorreu em 22 de julho de 1912 no Arsenal de Brest e foi lançado ao mar em 21 de abril de 1913, sendo comissionado em 10 de fevereiro de 1916. Ele e seu irmãos foram designados para a 1ª Divisão do 1º Esquadrão de Batalha, com o Provence como capitânia da frota. Os três permaneceram na unidade pelo decorrer da Primeira Guerra Mundial. Eles passaram a maior parte do tempo em Corfu para impedir que a frota austro-húngara tentasse sair do Mar Adriático. A presença da frota também tinha como objetivo intimidar a Grécia, que se tornara cada vez mais hostil à Tríplice Entente. Mais tarde na guerra, homens foram recrutados de suas tripulações para navios de guerra antissubmarino. Como os austro-húngaros permaneceram em grande parte no porto durante toda a guerra, o Provence não participou de ação alguma durante o conflito. Ele nem chegou a deixar o porto durante todo o ano de 1917. Retornou a Toulon em abril de 1919. A Marinha Nacional Francesa pretendia enviar o navio ao Mar Negro para participar de operações contra os bolcheviques na Rússia, mas um grande motim impediu a operação. O Provence e o Lorraine foram para Constantinopla no Império Otomano em outubro de 1919, onde formaram o núcleo do Esquadrão do Mediterrâneo Oriental.
Em junho de 1921, o Provence e o Bretagne foram a Le Havre para uma revista naval e retornaram a Toulon em setembro. Em 1922, o Provence e o Lorraine foram colocados na reserva, deixando o Bretagne como o único membro de sua classe em serviço; enquanto esteve fora de serviço, o Provence passou por uma reforma significativa. A obra durou de 1º de fevereiro de 1922 a 4 de julho de 1923 e foi realizada em Toulon. O navio teve seu armamento aprimorado; seus canhões principais receberam maior elevação para aumentar seu alcance, e quatro canhões Modelo 1897 de 75 milímetros foram instalados na superestrutura de vante. Um mastro de tripé pesado com uma estação de controle de fogo e um telêmetro para os canhões antiaéreos do navio também foram adicionados.
Outra reforma ocorreu de 12 de dezembro de 1925 a 11 de julho de 1927. A elevação dos canhões da bateria principal foi novamente aumentada, a seção da proa do cinturão de blindagem foi removida e metade de suas caldeiras foram convertidas para modelos que queimavam óleo combustível. Uma terceira e última modernização começou entre 20 de setembro de 1931 e 20 de agosto de 1934. O restante das caldeiras a carvão foi substituído por seis caldeiras a óleo Indret, novas turbinas e canhões da bateria principal foram instalados, juntamente com oito novos canhões antiaéreos de 75 milímetros. Após saírem da reforma, o Provence e o  Bretagne foram designados para o 2º Esquadrão no Oceano Atlântico. Lá, eles se juntaram a exercícios de frota nos Açores, Madeira e Marrocos. Os dois navios participaram de um cruzeiro para a África em 1936. Em agosto, eles se envolveram em patrulhas de não intervenção após a eclosão da Guerra Civil Espanhola; essas patrulhas duraram até abril de 1937.

### Segunda Guerra Mundial
No início da Segunda Guerra Mundial, em setembro de 1939, o Provence estava em Toulon junto com o Bretagne no 2º Esquadrão, com o Provence servindo como capitânia do Vice-Almirante Ollive. Em 21 de outubro, ele foi para o dique seco para manutenção periódica, que durou até 2 de dezembro. Dois dias depois, o Provence e o Bretagne, juntamente com vários cruzadores e contratorpedeiros, partiram de Dacar para cobrir os navios mercantes franceses na África Ocidental e nos Açores. Por volta de meados do mês, os navios de guerra franceses retornaram ao porto.
O Provence foi então enviado para Casablanca, onde se juntou à Força Y. A unidade realizou várias varreduras infrutíferas no Atlântico. O navio foi danificado enquanto estava em Gibraltar e forçado a retornar a Toulon para reparos. Durante a viagem, interceptou o navio de passageiros italiano Oceania; Provence o despachou para Marselha para que pudesse ser inspecionado em busca de contrabando. O couraçado partiu para Orã em 24 de janeiro de 1940 e depois retornou à Força Y em Dacar. A Força Y foi transferida para Orã em 11 de abril, chegando cinco dias depois. Em 27 de abril, Provence, seus dois irmãos e vários cruzadores foram transferidos para Alexandria, no Egito. Em 18 de maio, o Provence e o Bretagne retornaram a Mers El Kébir, na Argélia.
Após a rendição da França em 22 de junho, a frota francesa deveria ser desarmada sob supervisão alemã e italiana. O alto comando britânico, no entanto, estava preocupado que os navios fossem apreendidos pelas potências do Eixo e colocados em seu serviço. As marinhas do Eixo superariam em número a Marinha Real Britânica. O primeiro-ministro Winston Churchill ordenou, portanto, ao vice-almirante sir James Somerville, comandante da Força H, que neutralizasse a frota francesa em Mers-el-Kébir. Ele foi instruído a ordenar que os navios franceses cumprissem uma das várias opções possíveis: juntar os britânicos à França Livre, ou mover os navios para possessões francesas como a Martinica, onde ficariam fora do alcance das potências do Eixo, ou movê-los para os Estados Unidos, onde seriam internados, ou afundariam ou seriam afundados. Em 3 de julho, Somerville chegou e entregou o ultimato. Após dez horas de discussões e da rejeição francesa de qualquer parte do ultimato, os navios britânicos abriram fogo.

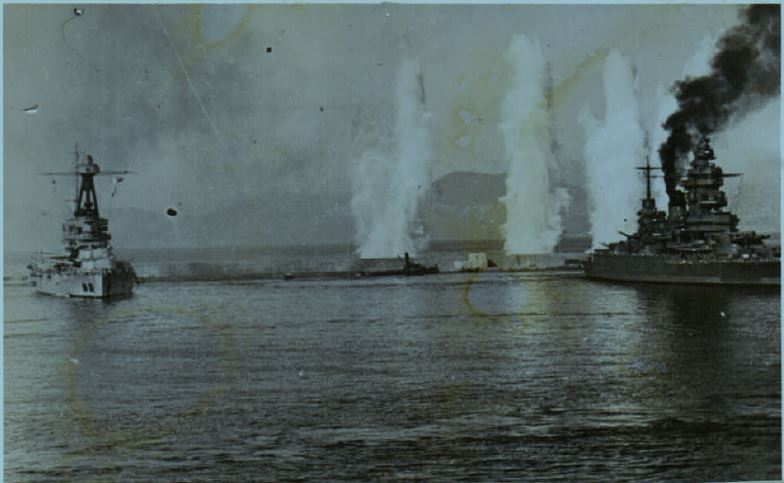
O Provence (esquerda) e o couraçado (direita) sob fogo britânico durante o Ataque a Mers-el-Kébir

Provence respondeu ao fogo cerca de 90 segundos após o ataque britânico, embora não tenha tido sucesso contra seus agressores.  O Bretagne foi atingido por vários projéteis de 381 milímetros e explodiu, matando a maior parte de sua tripulação. O Provence também foi atingido várias vezes e seriamente danificado; os projéteis incendiaram-no e fizeram com que afundasse no porto, mas não explodiu. O couraçado foi posteriormente reflutuado e temporariamente reparado, sendo transferido em 5 de novembro para Toulon, onde chegou no dia 8. Provence foi escoltado na viagem pelos contratorpedeiros Épée, Fleuret, Le Hardi, Le Lansquenet e Mameluk. A partir de 1º de janeiro de 1942 se tornou a capitânia da Divisão de Treinamento de Oficiais Graduados. O exército alemão ocupou Toulon em 27 de novembro e, para impedi-los de capturar a frota local, incluindo o Provence, os franceses afundaram seus navios. Na época, o Provence estava atracado próximo ao antigo pré-dreadnought Condorcet e ao porta-hidroaviões Commandant Teste. Os italianos chegaram a Toulon e tomaram o Provence em 11 de julho de 1943. Dois dos seus canhões de 340 milímetros foram removidos e colocados em uma bateria costeira em Saint-Mandrier-sur-Mer, nos arredores de Toulon. O Eixo então afundou o navio uma segunda vez para bloquear o porto. O Provence foi reflutuado em abril de 1949 e desmontado como sucata.